# Атлетико Насионал
Клуб Атлетико Насионал С.А. (на испански: Club Atlético Nacional S.A.) е колумбийски футболен отбор от Меделин, департамент Антиокия. Създаден на 7 март 1947 г. под името Клуб Атлетико Мунисипал де Меделин, той е един от съоснователите на Категория Примера А. Атлетико Насионал е не само един от най-обичаните отбори в страната, но и един от най-успешните на национално и континентално ниво със своите 14 шампионски титли, две Купи на Колумбия, Суперлига Коломбиана (или общо 17, по равно с Мийонариос), Копа Либертадорес и по две Копа Мерконорте и Копа Интерамерикана (общо пет, най-много от колумбийските отбори). В годишната класация на Международната футболна федерация по история и статистика IFFHS към месец май 2014 г. отборът заема пето място след Байерн Мюнхен, Реал Мадрид, Атлетико Мадрид и аржентинския Ланус. Сред най-известните футболисти, играли за този клуб са Рене Игита, Андрес Ескобар, Фаустино Асприля, Иван Кордоба, Хуан Камило Сунига, Давид Оспина, Хуан Пабло Анхел, Виктор Аристисабал и др.

## История
Историята на Атлетико Насионал може да бъде проследена до 1935 г. Тогава в меделинския квартал Буенос Айрес група младежи създава аматьорския футболен отбор ФК Унион. След като става шампион на втора дивизия на аматьорското първенство на Антиокия през 1942 г., ФК Унион се обединява с Индулана в Унион Индулана с идеята да бъде по-конкурентоспособен в първа дивизия, като този съюз трае три години. През 1947 г. бившият президент на аматьорската лига Алберто Вийегас Лопера създава дружество с ограничена отговорност с цел популяризиране и развитие на футбола и баскетбола на професионално ниво. В рамките на този проект Хулио Ортис, Хорхе Осорио Кадавид, Хорхе Гомес, Артуро Торес, Гилберто Молина, Алберто Ейстмън, Раул Сапата Лотеро и Алберто Вийегас Лопера създават Клуб Атлетико Мунисипал де Меделин. Въпреки че взима цветовете и по-голямата част от играчите на Унион, Атлетико Мунисипал не наследява неговата история.
По време на златната ера в колумбийския футбол, когато отборите примамват едни от най-добрите южноамерикански и европейски играчи със заплати, непосилни и за най-реномираните отбори в света, Атлетико Мунисипал избира политика да залага само на футболисти с колумбийска националност и затова през 1950 г. променя името си на Атлетико Насионал. Тази политика обаче не позволява на отбора да има шанс да се мери с останалите в шампионата и през 1953 г. Атлетико Насионал подписва с първия чужденец в историята си - аржентинеца Атилио Миоти. Година по-късно в отбора вече играят още трима аржентинци и уругваец, а треньор е Фернандо Патерностер, който като футболист през 1930 г. печели бронзов медал на Световното първенство в Уругвай. Първият голям любимец на публиката е колумбиецът Умберто „Турон“ Алварес. С тези играчи Атлетико Насионал печели първата титла в историята си.
През 60-те години на 20 век отборът изпитва финансови затруднения и втората титла на отбора идва почти 20 години след първата - през 1973 г., последвана от нови през 1976 и 1981 г. Следват нови десет години суша на местно ниво преди петата титла през 1991 г., но междувременно Атлетико Насионал извоюва най-престижната си купа - през 1989 г. побеждава парагвайския Клуб Олимпия на финала за Копа Либертадорес, превръщайки се в първия и единствен до 1999 г. колумбийски отбор с титла от южноамерикански международен турнир. Любопитен факт е, че тези два успеха са постигнати с отбор, съставен само от колумбийци, каквато е бива вече споменатата политика на клуба в първите години след основаването му. По това време играчи на Атлетико Насионал съставляват гръбнака на националния отбор, като девет от тях и двама бивши, водени от треньора на Атлетико Франсиско Матурана, са в състава на Колумбия на Световното първенство в Италия през 1990 г., където достигат осминафинал.
Въпреки че Атлетико Насионал е разтърсен от шока, който предизвиква разстрелът на Андрес Ескобар – футболистът, заради чиито автогол соченият за скрит фаворит Колумбия отпада още в груповата фаза на Световното първенство в САЩ, през 1994 г. отборът успява да спечели шеста шампионска титла. Атлетико Насионал отново е съставен единствено от колумбийски футболисти. До 2000 г. тимът е добавил към колекцията си още една шампионска титла и четири купи от южноамерикански турнири, но това е и краят на успехите на межденародна сцена. За сметка на това в Колумбия Атлетико Насионал се представя на ниво, с нови седем титли се превръща в най-успешния отбор от смяната на формата на Категория Примера А през 2002 г., когато за първи път за шампиони са определени тимовете, завършили на първо място в двете полусезонни фази Апертура и Финалисасион.

### Цветове и прякори
Цветовете на отбора са бяло и зелено. Това са и цветовете на Меделин и департамент Антиокия. Заради тях едни от прякорите на отбора са Зелените, Зеленобелите и Вечнозелените. Най-често срещаният прякор на Атлетико Насионал е Калдаръмчетата, заради цветето калдъръмче, ендемично за регион Паиса, обхващащ северозападната част на Колумбия, където се намира и Антиокия. Калдъръмчето цъфти в разнообразни нюанси на червено, оранжево, жълто, цикламено и бяло, като бялото е най-често срещането в околността на Антиокия. Друг от прякорите на отбора – Краля на купите – е измислен

## Дербита
Основният съперник на Атлетико Насионал е Индепендиенте Меделин, с когото делят един и същи стадион. Известно е като Ел Класико Паиса и е едно от най-ожесточените дербита в Южна Америка, както на, така и извън терена. Атлетико Насионал има превес в изигрните до 13 септември 2014 г. срещи - 120 победи срещу 85 загуби и 93 ремита в общо 298 срещи. Дербито срещу Мийонариос се базира на факта, че това са двата отбора с най-много титли в Колумбия. Съществува и дерби с Америка де Кали, тъй като двата тима често са се срещали в решаващи за изхода на първенството мачове.

## Играчи

### Настоящ състав
| №             | Нац.    | Играч                   | Роден             | Последен отбор               |
| Вратари       | Вратари | Вратари                 | Вратари           | Вратари                      |
| ------------- | ------- | ----------------------- | ----------------- | ---------------------------- |
| 1             |         | Кристиан Бонила         | 2 юни 1993        | Бояка Чико                   |
| 25            |         | Кристиан Варгас         | 16 септември 1989 |                              |
| 34            |         | Франко Армани           | 16 октомври 1984  | Депортиво Мерло              |
| 35            |         | Луис Енрике Мартинес    | 20 август 1982    | Енвигадо                     |
| Защитници     |         |                         |                   |                              |
| 3             |         | Оскар Мурило            | 18 април 1988     | Депортиво Перейра            |
| 4             |         | Елкин Кале              | 5 февруари 1980   | Онсе Калдас                  |
| 5             |         | Франсиско Нахера        | 25 юли 1983       | Клуб Олимпия                 |
| 6             |         | Хуан Давид Валенсия     | 15 януари 1986    | Индепендиенте Меделин        |
| 12            |         | Алексис Енрикес         | 2 януари 1983     | Онсе Калдас                  |
| 19            |         | Фарид Диас              | 20 юли 1983       | Енвигадо                     |
| 22            |         | Даниел Боканегра        | 23 април 1987     | Индепендиенте Меделин        |
| 23            |         | Диего Пералта           | 2 януари 1985     | Депортиво Кали               |
| '29           |         | Сесар Кинтеро           | 9 ноември 1988    | Ломбард-Папа                 |
| 30            |         | Милер Москера           | 16 юли 1992       | Депортиво Перейра            |
| Полузащитници |         |                         |                   |                              |
| 7             |         | Шерман Карденас         | 7 август 1989     | Хуниор                       |
| 8             |         | Диего Ариас             | 15 юни 1985       | Крузейро                     |
| 10            |         | Едвин Кардона           | 8 декември 1992   |                              |
| 13            |         | Александър Мехия        | 11 юли 1988       | Депортес Киндио              |
| 18            |         | Вилдер Гуисао           | 30 юли 1991       | Богота                       |
| 20            |         | Алехандро Бернал        | 3 юни 1988        | Индепендиенте Санта Фе       |
| 21            |         | Джон Валой              | 26 юли 1991       | Депортес Киндио              |
| 24            |         | Себастиан Перес Кардона | 29 март 1993      |                              |
| 25            |         | Алехандро Гера          | 9 юли 1985        | Минерос де Гуаяна (под наем) |
| 27            |         | Хосе Харисон            | 28 февруари 1986  | Мийонариос                   |
| Нападатели    |         |                         |                   |                              |
| 9             |         | Хуан Пабло Анхел        | 24 октомври 1975  | Чивас САЩ                    |
| 11            |         | Сантиаго Трелес         | 17 януари 1990    | Чиапас                       |
| 14            |         | Луис Карлос Руис        | 8 януари 1987     | Шанхай Шънхуа                |
| 16            |         | Луис Алфонсо Паес       | 27 октомври 1986  | Атлетико Уила                |
| 17            |         | Джеферсон Дуке          | 17 май 1987       | Леонес                       |
| 28            |         | Орландо Берио           | 14 февруари 1991  | Патриотас де Бояка           |
| 30            |         | Джонатан Копете         | 23 януари 1988    | Индепендиенте Санта Фе       |

### Известни бивши играчи
- Хуан Пабло Анхел
- Рене Игита
- Андрес Ескобар
- Виктор Аристисабал
- Габриел Гомес
- Гилермо Ла Роса
- Густаво Бенитес
- Давид Кордоба
- Давид Оспина
- Иван Кордоба
- Иван Уртадо
- Игнасио Кале
- Леон Вия
- Лионел Алварес
- Карлос Переа
- Луис Фернандо Ерера
- Луис Фернандо Суарес
- Мигел Калеро
- Нелсон Гутиерес
- Оскар Каликс
- Оскар Роси
- Серхио Сантин
- Сесар Куето
- Хайро Ариас
- Хосе Луис Браун
- Хуан Камило Сунига
- Хуан Фернандо Кинтеро
- Фаустино Асприля
- Франсиско Матурана
- Умберто Алварес
- Хенри Рохас

## Успехи
Национални
- Категория Примера А:
  - Шампион (16): 1954, 1973, 1976, 1981, 1991, 1994, 1999, 2005 А, 2007 А, 2007 Ф, 2011 А, 2013 А, 2013 Ф, 2014 А, 2015 Ф, 2017 А
  - Вицешампион (10): 1955, 1965, 1971, 1974, 1988, 1990, 1992, 2002 А, 2004 А, 2004 Ф
- Купа на Колумбия:
  - Носител (3): 2012, 2013, 2016
- Суперлига Коломбиана:
  - Носител (2): 2012, 2016

Международни
- Копа Либертадорес:
  - Носител (2): 1989, 2016
  - Финалист (1): 1995
- Копа Судамерикана:
  - Финалист (2): 2002, 2014
  - Полуфиналист (1): 2003
- Копа Мерконорте:
  - Носител (2): 1998, 2000
- Копа Интерамерикана:
  - Носител (2): 1990, 1995
- Рекопа Судамерикана:
  - Носител (2): 2017
  - Финалист (1): 1990
- Междуконтинентална купа:
  - Финалист (1): 1989

## Рекорди
- Най-голяма победа: 8:1 срещу Унион Магдалена, 1954 г.
- Най-голяма загуба: 10:0 срещу Бока Хуниорс де Кали, 1951 г.
- Най-много мачове: Хилдардо Осорио – 512
- Най-много голове: Виктор Аристисабал – 168
- Най-много победи в един сезон (стар формат) – 40, 1996/1997
- Най-много победи в един сезон (нов формат) – 17, 2013 Ф
- Най-много загуби в един сезон (стар формат) – 26, 1966, 1968, 1969
- Най-много загуби в един сезон (нов формат) – 10, 2003 А, 2006 А, 2008 А
- Най-много точки в един сезон (стар формат) – 139, 1996/1997
- Най-много точки в един сезон (нов формат) – 57, 2013 Ф
- Най-много голове в един сезон (стар формат) – 124, 1996/1997
- Най-много голове в един сезон (нов формат) – 49, 2005 А

Футболисти с най-много мачове
| Място | Име                   | Мачове |
| ----- | --------------------- | ------ |
| 1     | Хилдардо Осорио       | 512    |
| 2     | Раул Наваро           | 453    |
| 3     | Алексис Гарсия        | 443    |
| 4     | Андрес Ескобар        | 416    |
| 5     | Абел Алварес          | 415    |
| 6     | Густаво Санта         | 361    |
| 7     | Ернан Ескобар Ечевери | 360    |
| 8     | Ернан Дарио Ерера     | 354    |
| 9     | Франсиско Матурана    | 350    |
| 10    | Игнасио Кале          | 346    |
| "     | Педро Сармиенте       | 346    |

Футболисти с най-много голове
| Място | Име                | Мачове |
| ----- | ------------------ | ------ |
| 1     | Виктор Аристисабал | 168    |
| 2     | Джон Хайро Трелес  | 115    |
| 3     | Густаво Санта      | 101    |
| 4     | Умберто Алварес    | 97     |
| 5     | Освалдо Палавесино | 84     |
| 6     | Ернан Дарио Ерера  | 73     |
| "     | Уго Орасио Лондеро | 73     |
| 8     | Хуан Хайро Галеано | 65     |
| 9     | Алексис Гарсия     | 57     |
| 10    | Серхио Галван      | 53     |